# Evangelische Kirche Ostelsheim

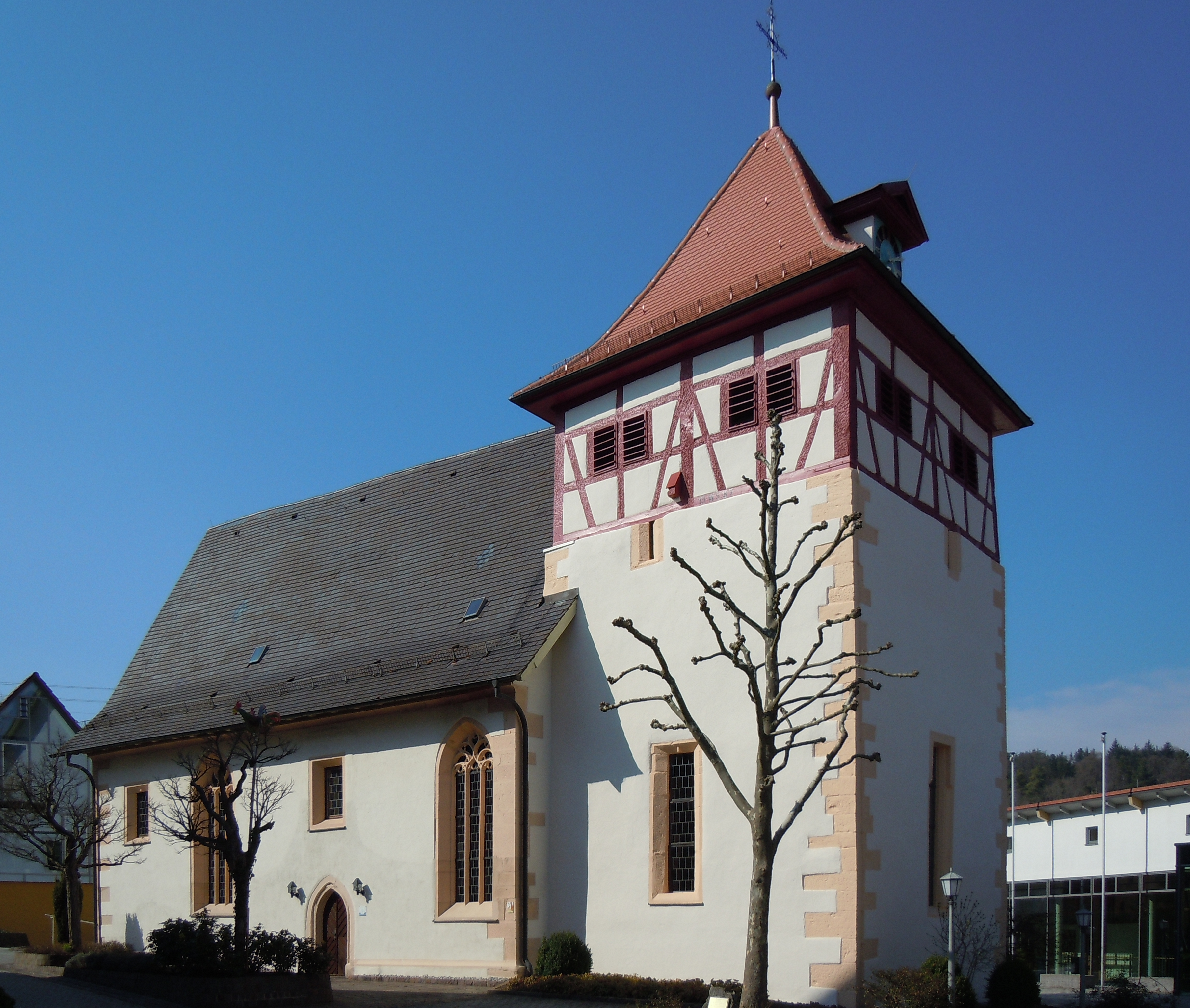
Evangelische Kirche Ostelsheim

Die Evangelische Kirche von Ostelsheim ist die Pfarrkirche dieser Gemeinde im Landkreis Calw in Baden-Württemberg. Das Bauwerk ist beim Landesamt für Denkmalpflege Baden-Württemberg als Baudenkmal eingetragen. Die Kirchengemeinde gehört zum Kirchenbezirk Calw-Nagold der Evangelischen Landeskirche in Württemberg.

## Beschreibung
Die spätgotische Saalkirche wurde 1488 erbaut. Sie besteht aus einem Langhaus und einem älteren Chorturm im Osten. Das obere Turmgeschoss aus Holzfachwerk enthält den Glockenstuhl und ist mit einem Pyramidendach bedeckt, an dessen Dachgauben auf der Ost- und Nordseite jeweils ein Zifferblatt der Turmuhr angebracht ist.
Der Innenraum des Langhauses ist mit einer Kassettendecke überspannt, ebenso der Chor, also das Erdgeschoss des Chorturms. Die Glasmalereien im Chor schuf 1961 Rudolf Yelin der Jüngere.